# Pholoe pallida
Pholoe pallida är en ringmaskart som beskrevs av Victor Toucey Chambers 1985. Pholoe pallida ingår i släktet Pholoe och familjen Pholoidae. Arten är reproducerande i Sverige. Inga underarter finns listade i Catalogue of Life.